# بداية سلام دانك
بداية سلام دانك (بالإنجليزية: The First Slam Dunk) هو فيلم رسوم متحركة ياباني عرض عام 2022 وهو من تأليف وإخراج تاكيهيكو إينوي، ومن إنتاج توي أنميشن واستوديو دانديليون للرسوم المتحركة. وهو مستوحى من سلسلة مانغا سلام دانك من إينوي. تمّ إصداره مسرحيًا في اليابان في 3 ديسمبر 2022.

## القصة
يتابع الفيلم ريوتا مياجي، حارس فريق كرة السلة في مدرسة شوهوكو الثانوية. كان لديه أخ هو سوتا، يكبره بثلاث سنوات، والذي ألهم حبه لكرة السلة. يتحدى ريوتا وزملاؤه هاناميتشي ساكوراغي وتاكينوري أكاجي وهيساشي ميتسوي وكايدي روكاوا أبطال كرة السلة في المرحلة الثانوية، مدرسة سانو.

## الإنتاج
في عام 2003، اتصل توشيوكي ماتسوي ، منتج من توي انميشن، بمكتب إينوي ليسأل عما إذا كان على استعداد لعمل فيلم سلام دانك الذي سيكمل القصة بعد حيث توقف الأنمي. كان ذلك بسبب الاستقبال الشعبي لـ DVD-box للأنمي ؛ ومع ذلك ، تم رفض العرض. بعد ست سنوات، في عام 2009، اتصل مكتب إينوي بشركة ماتسوي لإرسال اقتراح بخصوص المشروع. بعد ذلك ، قام ماتسوي بتجميع فريق بقيادة ناوكي مياهارا و توشيو أوهاشي طوروا، على مدار ما يقرب من 5 سنوات ، مقاطع فيديو نموذجية للمقترحات للمظهر المرئي الذي يمكن إنشاؤه باستخدام 3DCG، حيث بدا أنه من الواقعي نقل العدد الكبير عدد الشخصيات معًا في ملعب كرة السلة أكثر من الرسوم المتحركة ثنائية الأبعاد المرسومة يدويًا. تم رفض النموذج الأولي الثاني، الذي كلف ما يقرب من فيلم كامل ، لأنه انحرف بعيدًا عن رؤية إينو ولم يستدعي أن الشخصيات كانت "على قيد الحياة". النموذج الأولي الثالث ، الذي كان يجب أن يكون الأخير ، يجمع بين 3DCG مع الرسوم المتحركة ثنائية الأبعاد، وكان الإصدار هو الذي وضع البنية التحتية لعمل إينوي كمخرج.
في 6 يناير 2021، أعلن إينوي فجأة على حسابه على تويتر أن الفيلم قيد الإنتاج. بعد ذلك ، في 13 أغسطس 2021 ، اشتهر إينوي بكونه كاتب السيناريو ومخرج الفيلم ، إلى جانب أعضاء فريق الإنتاج الآخرين.

## الجوائز والترشيحات
| قائمة الجوائز والترشيحات | قائمة الجوائز والترشيحات | قائمة الجوائز والترشيحات | قائمة الجوائز والترشيحات | قائمة الجوائز والترشيحات | قائمة الجوائز والترشيحات |
| السنة                    | الجائزة                  | الفئة                    | المستلم                  | النتيجة                  | م.                       |
| ------------------------ | ------------------------ | ------------------------ | ------------------------ | ------------------------ | ------------------------ |
| 2024                     | جوائز كرانشي رول للأنمي  | أنمي العام 2024          | بداية سلام دانك          | رُشِّح                      | [ 10 ]                   |

## وصلات خارجية
- بداية سلام دانك على موقع IMDb (الإنجليزية)
- بداية سلام دانك على موقع ميتاكريتيك (الإنجليزية)
- بداية سلام دانك على موقع روتن توميتوز (الإنجليزية)
- بداية سلام دانك على موقع ألو سيني (الفرنسية)
- بداية سلام دانك على موقع فيلمافينيتي (الإسبانية)
- بداية سلام دانك على موقع قاعدة بيانات الأفلام السويدية (السويدية)
- بداية سلام دانك على موقع قاعدة بيانات الفيلم (الإنجليزية)
- بداية سلام دانك على موقع ليتربوكسد (الإنجليزية)
- بداية سلام دانك على موقع كينوبويسك (الروسية)
- بداية سلام دانك على موقع ANN anime (الإنجليزية)